# Міра Алечковіч
Міра Алечковіч (серб. Мира Алечковић; 2 лютого 1924, Нові-Сад, Королівство Югославія — 27 лютого 2008, Белград, Сербія) — сербська і югославська письменниця і поетеса. Член Сербської академії наук і мистецтв. Президент Спілки письменників Югославії.

## Біографія
Навчалася на факультеті слов'янської писемності Бєлградського університету у знаменитого лінгвіста, академіка і професора Бєлградського університету Олександра Біличі.
У 1941 році вступила до Спілки комуністичної молоді Югославії.
Міра Алечковіч була поліглоткою, вільно говорила десятьма іноземними мовами: французькою, німецькою, англійською, російською, італійською, польською, чеською, македонською, словенською та словацькою.
Після початку Другої світової війни, брала участь у партизанській боротьбі. Трохи пізніше була медсестрою в діючій армії. Після закінчення війни брала участь у багатьох акціях за мир, налагоджувала зв'язки з гуманістами, письменниками і художниками різних країн, брала участь у різноманітній громадській і літературній діяльності. Була головою Товариства дружби Югославія-Франція.
Редагувала багато молодіжних журналів («Omladina» (Молодь), «Pionir» (Піонер), «Mladost» (Молодість) і «Poletarac» (Курча)). Головний редактор журналу для дітей «Zmaj» (Змай). Була секретарем, а згодом, віцепрезидентом і президентом Асоціації письменників Сербії і президентом Спілки письменників Югославії.
У 1946 році продовжила навчання в Бєлградському університеті і в 1953 році в Сорбонні в Парижі.
Померла в 2008 році і була похована з військовими почестями на алеї Пошани на Новому кладовищі Белграда.
Була одружена, мала трьох дітей (дочка — відома поетеса Міла Алечковіч-Ніколіч).

## Творчість
Міра Алечковіч є авторкою 53 книг для дітей і дорослих. Більшу частину її творчості становить поезія. Перша її збірка вийшла в світ в 1946 році. Поезія Алечковіч, в основному, присвячена темам любові і дитинства. Авторка хвалебної оди маршалу Тіто.
Її поезія і проза були переведені понад 20 мовами (російська, болгарська, румунська, угорська, польська, чеська, монгольська, італійська і всі мови народів і народностей Югославії).
У СФРЮ набула значної популярності, особливо дитячими творами, партизанськими і дитячими піснями.

## Поетичні збірки
- 1946 — Звездане баладе
- 1949 — Дани разиграни
- 1949 — Три пролећа
- 1952 — Трагови без стопа
- 1955 — Пионирско пролеће
- 1956 — Пријатељи
- 1957 — Ластавица
- 1963 — Сребрни воз
- 1970 — Сунчани солитери
- 1972 — Да живот буде љубав
- 1975 — Сањалица
- 1980 — Не могу без снова
- 1982 — Стаза сребром извезена
- 1989 — Звездане баладе

## Романи
- 1953 — Сребрна Коса
- 1958 — Збогом велика тајно
- 1960 — Зашто грдиш реку?
- 1960 — Јутро